# Fifth Avenue Theatre
Le Fifth Avenue Theatre était un théâtre de Broadway qui se trouvait au 27-31 ouest de la 28e Rue (1185 Broadway) à Manhattan, New York, aux États-Unis. Construit en 1868 (ou 1860, selon les sources), il offrait 1530 places assises. Le bâtiment fut démoli en 1939.

## Histoire
L'établissement porte au départ les noms de  Gilsey's Apollo Hall, et St. James en 1870. À l'étage, le public peut assister à des conférences, les représentations ont lieu dans l'auditorium, principalement des divertissements musicaux. En 1873, Augustin Daly y installe sa troupe après l'incendie de son ancien théâtre de la 24e Rue (le Madison Square Theatre (en), anciennement aussi le Fifth Avenue Theatre, d'où une confusion fréquente), le rebaptise The New Fifth Avenue Theatre (bien qu'il ne soit pas non plus situé sur la 5e Avenue) et l'occupe jusqu'en 1877.
En 1877, à l'occasion d'une rénovation, on y installe un système de climatisation : de l'air frais refroidi par des blocs de glace est ventilé dans le bâtiment. C'est le premier théâtre au monde à disposer de l'air conditionné,.
Durant les années 1880, il accueille les créations du duo musical Gilbert et Sullivan, dont leur opéra The Pirates of Penzance (1879).
En 1891, un incendie ravage l'établissement, néanmoins reconstruit et rebaptisé le Madison Square. L'architecte, Francis H. Kimball, le rebâtit dans un style néo-classique, et en décore richement la façade en terracotta. L'intérieur, mélange de néo-classique et néo-baroque, est tout aussi somptueux avec une profusion de colonnes dorées, vitraux, miroirs, tentures, tapis et ouvrages d'art. Kimball innove en l'équipant de rangées de fauteuils plutôt que de bancs comme auparavant, un éclairage électrique et des matériaux de construction ignifugés ; cependant, ce confort moderne ne suffira pas à endiguer le déclin du théâtre, car à l'époque le quartier des théâtres migre vers Longacre Square (le futur Times Square), et le public avec lui.
Henry C. Miner (en) le dirige durant les années 1890, puis en 1900 il entre dans la chaîne de salles de vaudeville de l'impresario F. F. Proctor (en) et devient le Proctor's 5th Avenue Theatre. Au début du XXe siècle, on y présente des pièces classiques anglaises et du vaudeville, puis par la suite des films et des spectacles burlesques. Il ne sert plus que de salle de cinéma quand il est rasé en 1939. Il comptait alors 2400 places et était équipé d'un orgue Wurlitzer pour l'accompagnement des films muets. À son emplacement se trouve à l'époque contemporaine un hôtel moderne ouvert en 2022.

## Productions notables

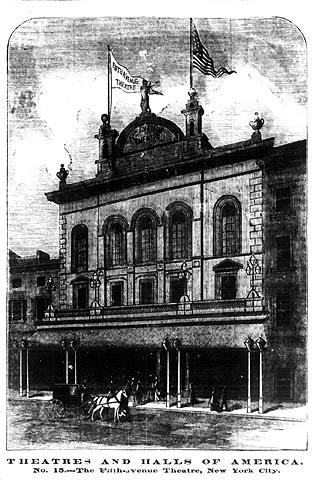
Le théâtre en 1874.
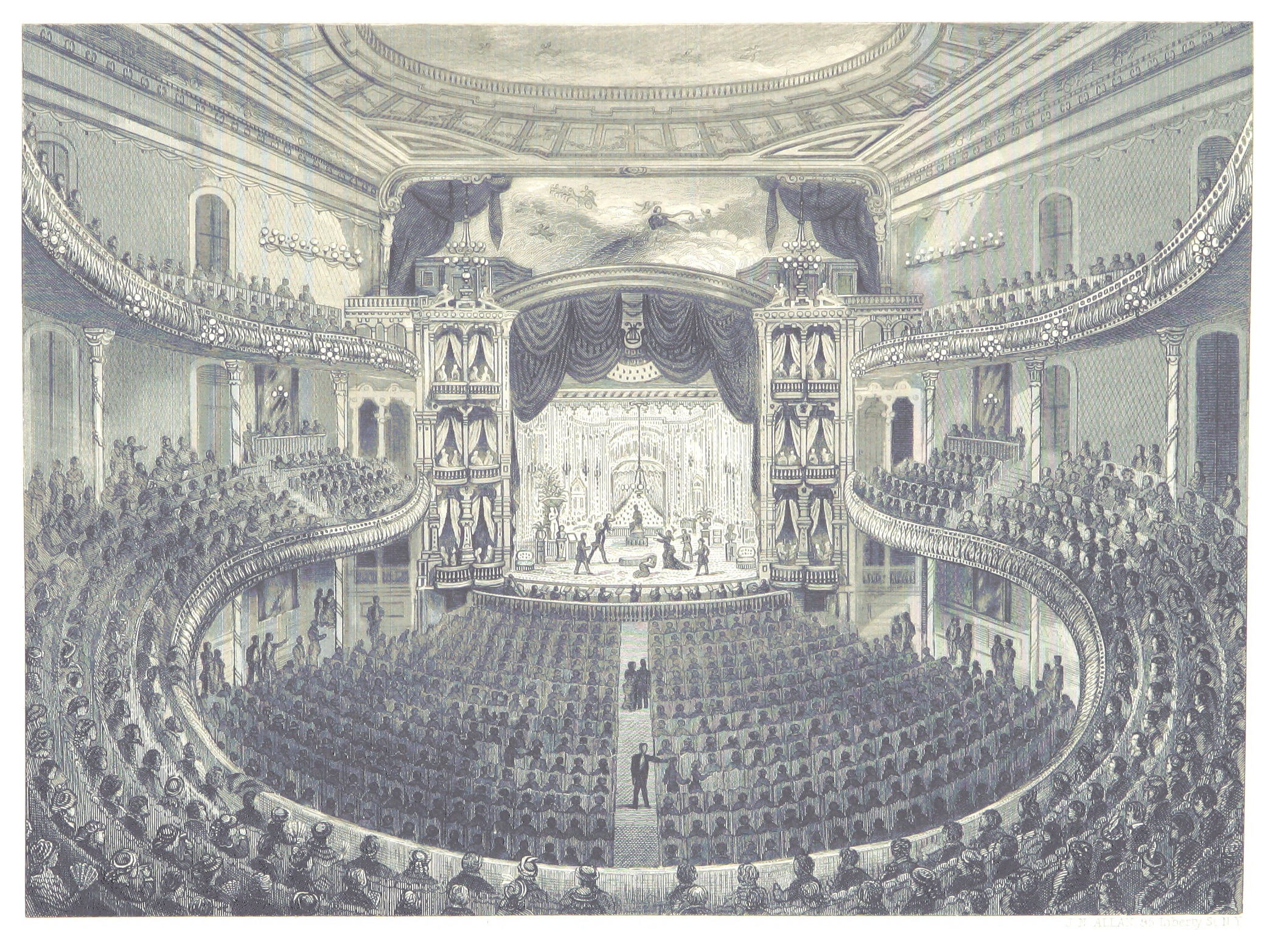
L'auditorium du temps d'Augustin Daly, années 1870.
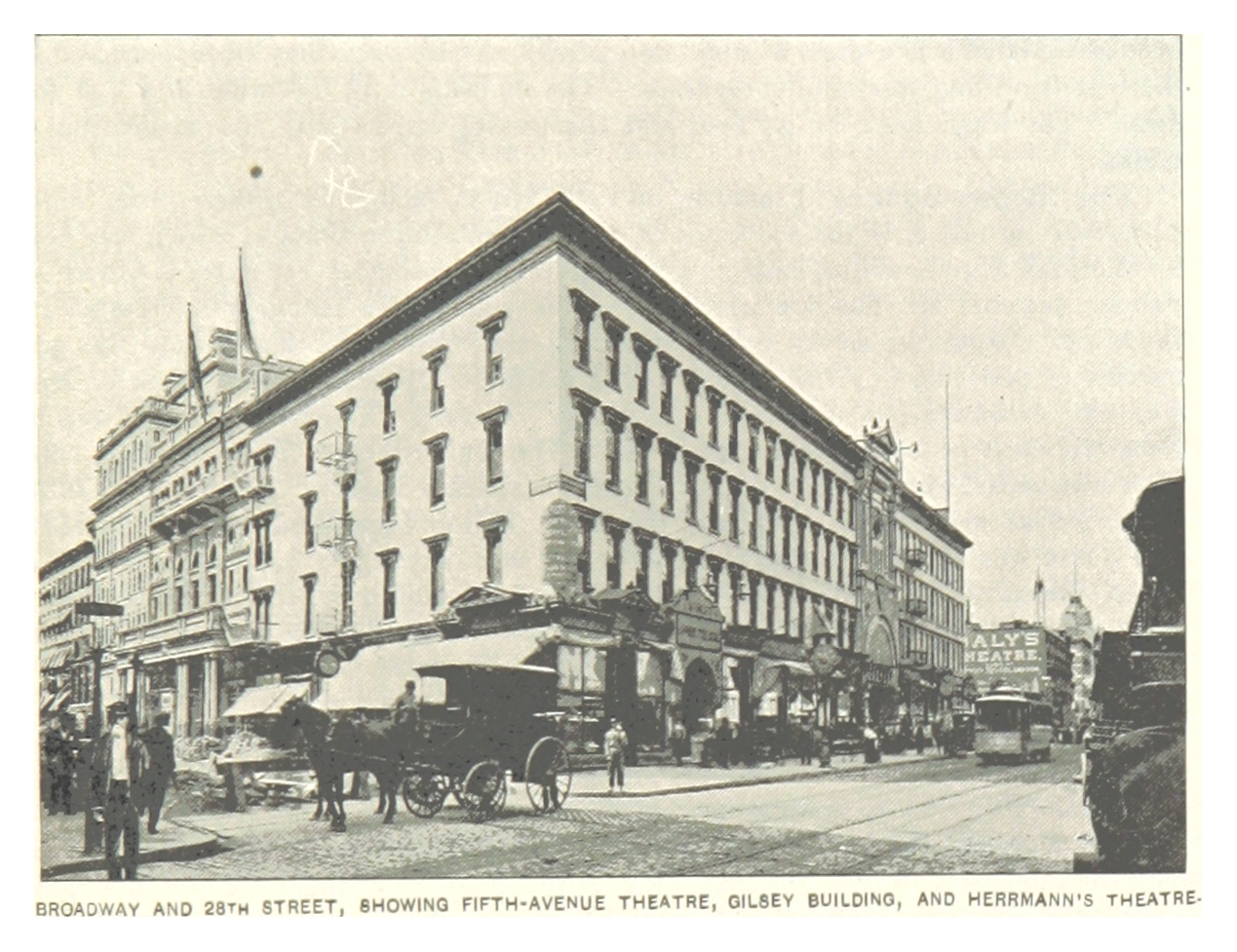
En 1893, de gauche à droite : le Fifth Avenue Theatre, le Gilsey Building et le Herrmann's Theatre.